# جو كوكي (لاعب كرة سلة)
جو كوكي (14 أغسطس 1948 في الولايات المتحدة - 12 نوفمبر 2006 في الولايات المتحدة) (بالإنجليزية: Joe Cooke)‏ هو لاعب كرة سلة أمريكي في مركز هجوم خلفي. لعب مع كليفلاند كافالييرز.

## وصلات خارجية
- جو كوك على موقع إن بي أي (الإنجليزية)
- جو كوك على موقع سبورتس رفرنس (الإنجليزية)
- جو كوك على موقع كلية كرة السلة في سبورتس رفرنس.كوم (الإنجليزية)
- جو كوك على موقع ريلجم (الإنجليزية)
- جو كوك على موقع بروبوليرز (الإنجليزية)